# Joseph Vogl
Joseph Vogl, né le 5 octobre 1957 à Eggenfelden, est un philosophe allemand. Il enseigne les lettres modernes à l’Université Humboldt de Berlin. 

### Traductions en français
- Le spectre du capital [« Das Gespenst des Kapitals »]  (trad. de l'allemand par Olivier Mannoni), Bienne/Paris, Éditions Diaphanes, 2013, 272 p. (ISBN 978-2-88928-001-8)
- Crédit et débit [« Soll und Haben. Fernsehgespräche »]  (trad. de l'allemand), Bienne/Paris, Éditions Diaphanes, 2013, 80 p. (ISBN 978-2-88928-006-3)
- De l'indécision [« Über das Zaudern »]  (trad. Olivier Mannoni), Éditions Diaphanes, 2014, 160 p. (ISBN 978-2-88928-007-0)